# Dancheong

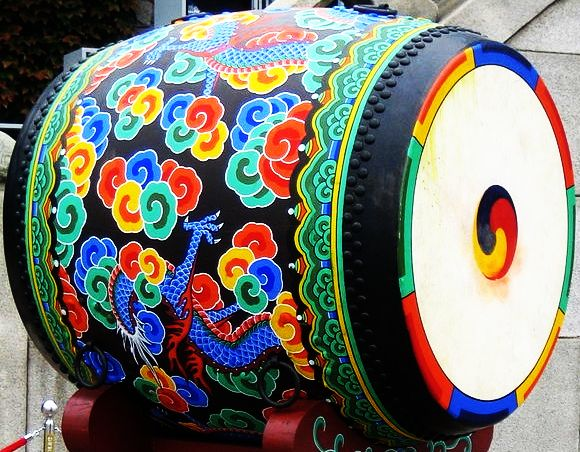
Dancheong
Hangul - 단청
Hanja - 丹靑

Dancheong es una coloración decorativa de Corea tradicional pintado en edificios civiles y religiosos de madera, a menudo en tonos vibrantes en combinaciones complejas en los techos artesonados y tímpano, y / o cornisas del techo elaboradamente capas y aleros. Dancheong se basa en cinco colores básicos; azul (al este), blanco (al oeste), rojo (sur), negro (al norte) y amarillo (al centro). Los artesanos formados en Dancheong, se llaman dancheongjang. El origen de dancheong se puede remontar desde las pinturas rupestres y pinturas murales que aparecieron hace más de 20.000 años.
Dancheong se ve en la ciudad vieja y el templo puertas, tambores, torres de tambor y la campana, pabellones, hanok (viviendas), y templos budistas. Dancheong es una pieza fundamental de la Arte coreano, y puede verse en muchos lugares como el Palacio Gyeongbokgung y Conjunto de tumbas de Koguryo.

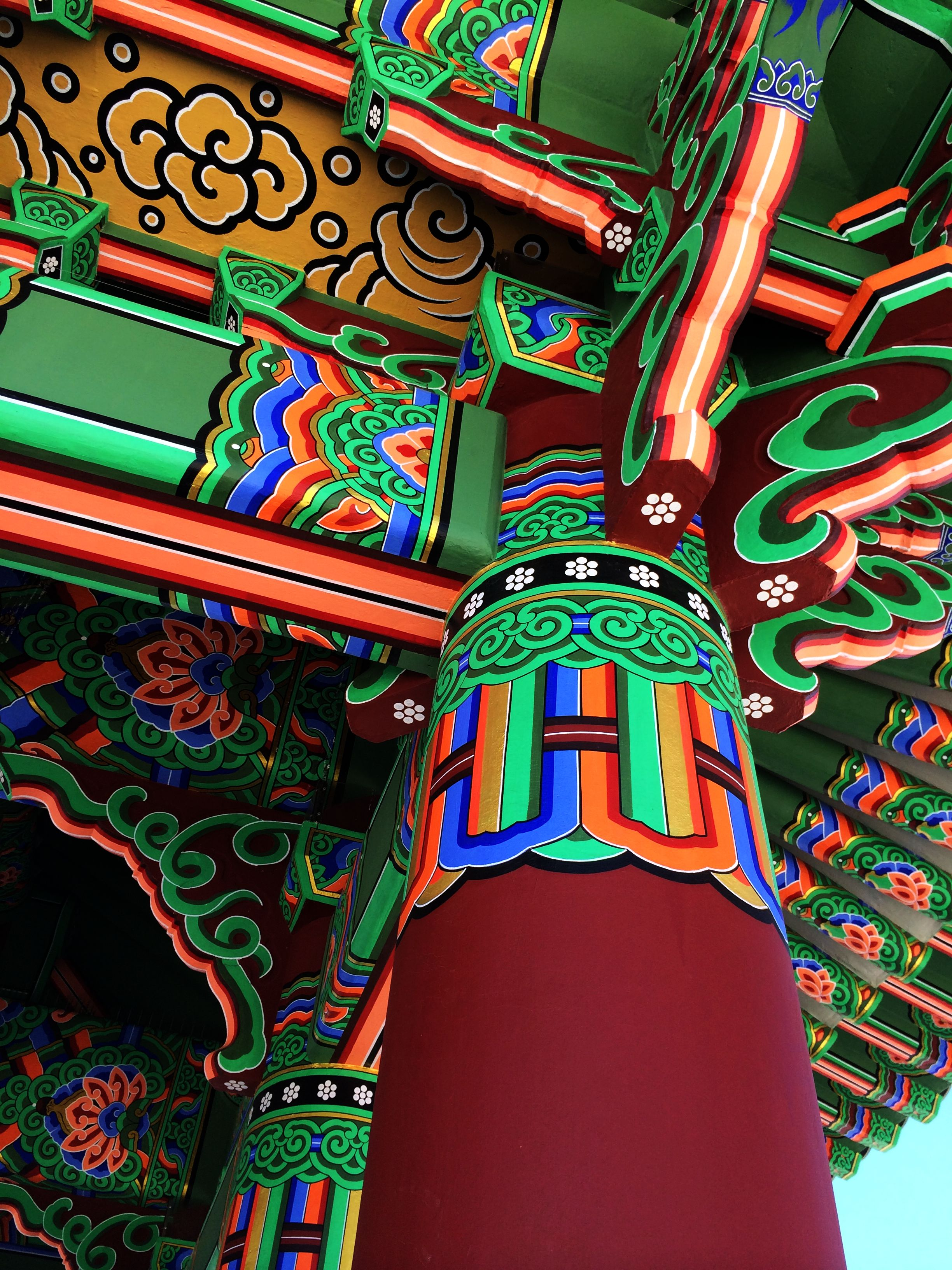
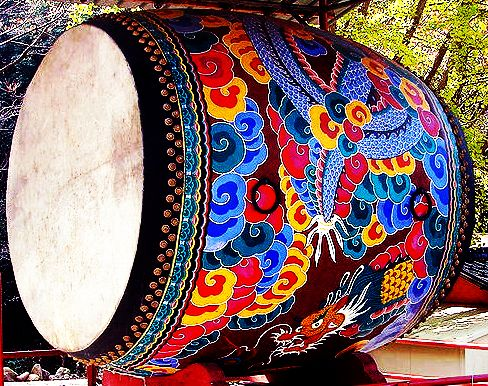
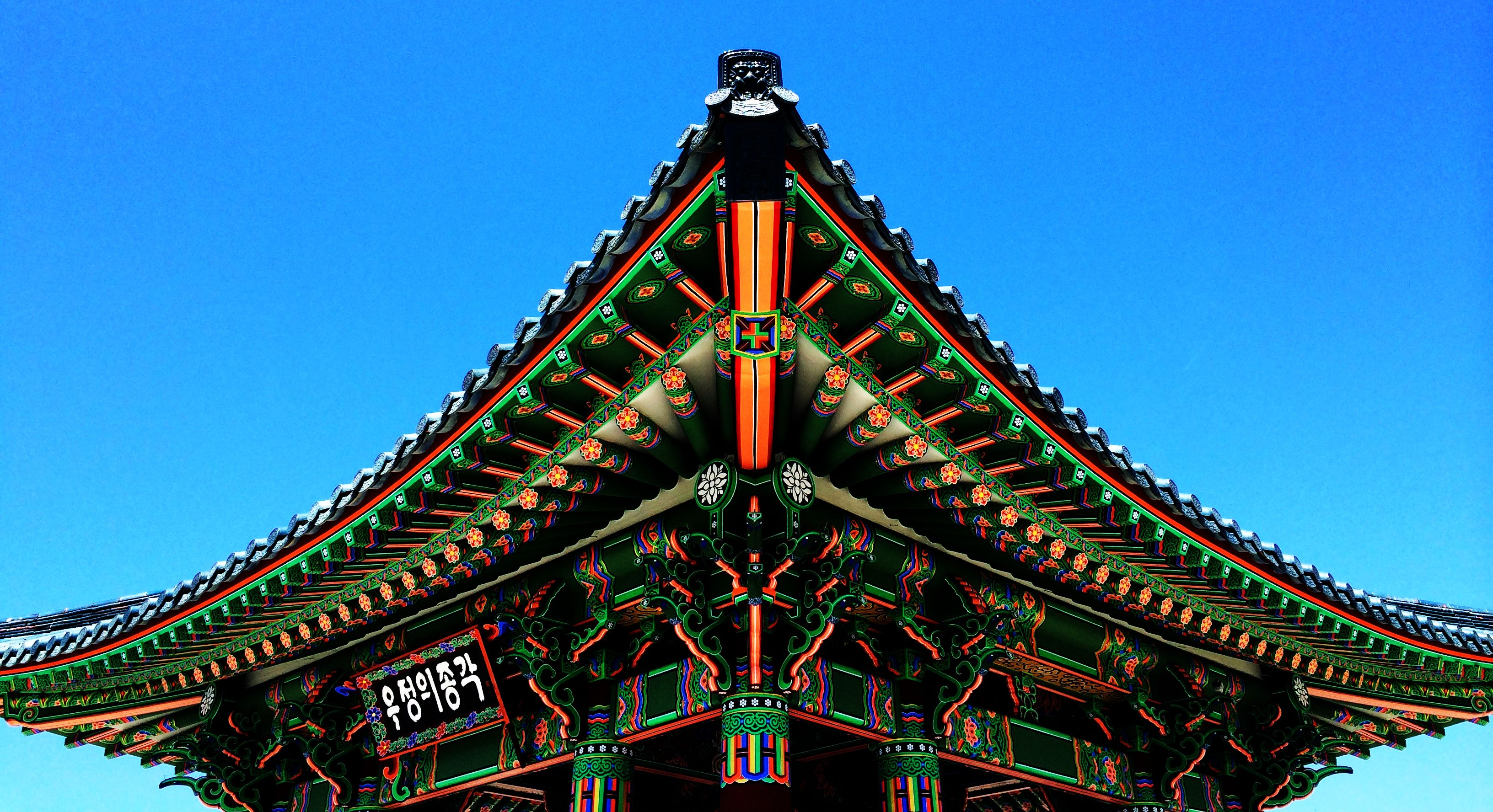